# 7 км (зупинний пункт, Харківська дирекція Південної залізниці)
7 кіломе́тр — залізничний пасажирський зупинний пункт Харківської дирекції Південної залізниці.
Розташований біля села Стара Московка, Харківський район, Харківської області на лінії Люботин — Мерефа між станціями Буди (3 км), Люботин (6 км) та Шпаківка (13 км).
Станом на травень 2019 року щодоби одна пара приміського електропоїзду здійснює перевезення за маршрутом Люботин — Мерефа.